# Himalaya-Wasserspitzmaus
Die Himalaya-Wasserspitzmaus (Chimarrogale himalayica) ist eine Spitzmausart aus der Gattung der Biberspitzmäuse (Chimarrogale). Sie kommt in einem großen Gebiet Ostasiens und vor allem im Osten der Volksrepublik China und in den angrenzenden Gebieten von Indien, Nepal und Südostasien vor.

## Merkmale
Mit einer Kopf-Rumpf-Länge von 9,6 bis 10,3 Zentimetern und einem Gewicht von 23 bis 56 Gramm zählt die Art zu den mittelgroßen Spitzmausarten; Vertreter der Art auf der Insel Taiwan werden mit einer Kopf-Rumpf-Länge von 10,9 bis 13,0 Zentimetern deutlich größer. Der Schwanz erreicht eine Länge von 79 bis 112 Millimetern und der Hinterfuß von 17 bis 30 Millimetern. Die Rücken- und Bauchfärbung ist einheitlich schwarzbraun, wobei die Bauchseite etwas heller und mehr grau, jedoch nicht deutlich abgesetzt ist. Das gesamte Körperfell ist zudem von vereinzelten weißen Haaren durchsetzt. Weiße Haare bilden zudem eine Einfassung der Füße und Zehen. Der Schwanz ist lang und entlang des vorderen Drittels oder der Hälfte mit einem Kamm von weißen Haaren bestückt.
| 1 | · | 3 | · | 1 | · | 3 | = 28 |
| 1 | · | 1 | · | 1 | · | 3 | = 28 |

Der Schädel hat eine maximale Länge von 25 bis 28 Millimetern. Wie alle Arten der Gattung besitzt die Art im Oberkiefer pro Hälfte einen Schneidezahn (Incisivus) und danach drei, manchmal vier, einspitzige Zähne, einen Vorbackenzahn (Praemolar) und drei Backenzähne (Molares). Im Unterkiefer besitzt sie dagegen einen einzelnen Eckzahn (Caninus) hinter dem Schneidezahn. Insgesamt verfügen die Tiere somit über 28 Zähne. Die Wurzeln sind ungefärbt.

## Verbreitung

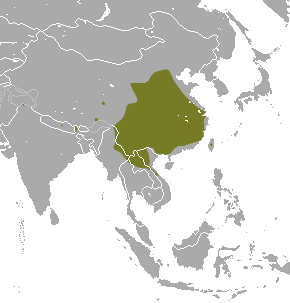
Verbreitungsgebiete der Himalaya-Wasserspitzmaus

Die Himalaya-Wasserspitzmaus kommt in einem großen Gebiet der Volksrepublik China sowie in den angrenzenden Staaten vor. In China ist die Art in den Provinzen Zhejiang, Fujian, Guangdong, Guangxi, Jiangsu, Guizhou, Peking, Hebei, Shanxi, Shaanxi, Hubei, Sichuan, Ningxia, Yunnan sowie auf Taiwan verbreitet. In Indien kommt die Art in Himachal Pradesh, Sikkim und Westbengalen vor, außerdem lebt sie im Osten Nepals sowie im Norden von Myanmar, Laos und Vietnam.
Die Höhenverbreitung reicht von 250 bis 2000 Metern. In großen Teilen des Verbreitungsgebietes kommt die Art sympatrisch mit der Chinesischen Wasserspitzmaus (C. styani) vor.

## Lebensweise
Über die Lebensweise der Himalaya-Wasserspitzmaus liegen, wie bei allen Arten der Gattung, kaum Daten vor. Wie alle Spitzmäuse ernährt sich auch diese Art von wirbellosen Tieren, zudem von wasserlebenden Insekten und erbeutet auch kleine Fische. 
Die Art lebt vor allem im Bereich klarer Flüsse in Waldgebieten in mittleren Höhenlagen.

## Systematik
Die Himalaya-Wasserspitzmaus wird als eigenständige Art innerhalb der Gattung der Biberspitzmäuse (Chimarrogale) eingeordnet, die aus sechs Arten besteht. Die wissenschaftliche Erstbeschreibung stammt von John Edward Gray aus dem Jahr 1842. Zeitweise wurden die heute teilweise als eigenständige Arten betrachteten Chimarrogale leander, Chimarrogale platycephalus, Chimarrogale varennei und teilweise auch die Malaiische Wasserspitzmaus (Chimarrogale hantu) der Himalaya-Wasserspitzmaus als Unterarten zugeordnet.
Innerhalb der Art werden neben der Nominatform heute keine Unterarten unterschieden.

## Bedrohung und Schutz
Die Art wird von der International Union for Conservation of Nature and Natural Resources (IUCN) aufgrund des relativ großen Verbreitungsgebiets sowie der angenommenen Bestandsgröße als nicht gefährdet („least concern“) eingestuft. Gefährdungen für die Art sind nicht bekannt, allerdings ist sie in Nepal von der Abholzung von Wäldern und der Umwandlung in landwirtschaftliche Flächen und Besiedlungsraum sowie von Maßnahmen der Schädlingskontrolle betroffen.

## Belege
1. 1 2 3 4 5 6 7  Robert S. Hoffmann, Darrin Lunde: Himalayan Water Shrew. In: Andrew T. Smith, Yan Xie: A Guide to the Mammals of China. Princeton University Press, Princeton NJ 2008, ISBN 978-0-691-09984-2, S. 306–307.
2. 1 2 3 4 5  Chimarrogale himalayica in der Roten Liste gefährdeter Arten der IUCN 2012.2. Eingestellt von: S. Molur, 2008. Abgerufen am 1. Juli 2013.
3. 1 2 3 4   Chimarrogale himalayica (Memento des Originals vom 10. November 2013 im Internet Archive)  Info: Der Archivlink wurde automatisch eingesetzt und noch nicht geprüft. Bitte prüfe Original- und Archivlink gemäß Anleitung und entferne dann diesen Hinweis.. In: Don E. Wilson, DeeAnn M. Reeder (Hrsg.): Mammal Species of the World. A taxonomic and geographic Reference. 2 Bände. 3. Auflage. Johns Hopkins University Press, Baltimore MD 2005, ISBN 0-8018-8221-4.